# Remijia kuhlmannii
Remijia kuhlmannii är en måreväxtart som beskrevs av Dimitri Sucre Benjamin. Remijia kuhlmannii ingår i släktet Remijia och familjen måreväxter. Inga underarter finns listade i Catalogue of Life.